# Hiérarchie dans l'ordre souverain de Malte
Les membres de l’ordre souverain militaire et hospitalier de Saint-Jean de Jérusalem, de Rhodes et de Malte sont divisés en différentes classes, suivant le degré d'engagement religieux des membres, elles-mêmes subdivisées en catégories, suivant le degré de noblesse. Enfin dans une même classe existent des distinctions.
| Classes, catégories, grades et distinctions de l'ordre souverain de Malte | Classes, catégories, grades et distinctions de l'ordre souverain de Malte | Classes, catégories, grades et distinctions de l'ordre souverain de Malte | Classes, catégories, grades et distinctions de l'ordre souverain de Malte | Classes, catégories, grades et distinctions de l'ordre souverain de Malte | Classes, catégories, grades et distinctions de l'ordre souverain de Malte | Croix de chevalier profès (en haut) Croix de chevalier (en bas) |
| Première classe : les membres profès ont fait profession religieuse. Ce sont donc des religieux engagés par trois vœux à la chasteté, à la pauvreté et à l'obéissance parmi lesquels est choisi le grand maître de l'Ordre |                                                                           |                                                                           |                                                                           |                                                                           |                                                                           | Croix de chevalier profès (en haut) Croix de chevalier (en bas) |
| Chevaliers de justice ou profès |                                                                           |                                                                           |                                                                           |                                                                           |                                                                           | Croix de chevalier profès (en haut) Croix de chevalier (en bas) |
| Chapelains conventuels profès (prêtres de l'ordre) |                                                                           |                                                                           |                                                                           |                                                                           |                                                                           | Croix de chevalier profès (en haut) Croix de chevalier (en bas) |
| Deuxième classe : les membres en obédience sont des laïcs qui ont fait une promesse de tendre vers une vie chrétienne exemplaire et de suivre les principes de l'ordre à la lettre.                                        |                                                                           |                                                                           |                                                                           |                                                                           |                                                                           | Croix de chevalier profès (en haut) Croix de chevalier (en bas) |
| Chevaliers et dames d'honneur et de dévotion en obédience. |                                                                           |                                                                           |                                                                           |                                                                           |                                                                           | Croix de chevalier profès (en haut) Croix de chevalier (en bas) |
| Chevaliers et dames de grâce et de dévotion en obédience. |                                                                           |                                                                           |                                                                           |                                                                           |                                                                           | Croix de chevalier profès (en haut) Croix de chevalier (en bas) |
| Chevaliers et dames de grâce magistrale en obédience. |                                                                           |                                                                           |                                                                           |                                                                           |                                                                           | Croix de chevalier profès (en haut) Croix de chevalier (en bas) |
| Troisième classe : les membres laïcs qui se sont engagés devant Dieu à servir les pauvres et les malades. |                                                                           |                                                                           |                                                                           |                                                                           |                                                                           | Croix de chevalier profès (en haut) Croix de chevalier (en bas) |
| Chevaliers et dames d'honneur et de dévotion |                                                                           |                                                                           |                                                                           |                                                                           |                                                                           | Croix de chevalier profès (en haut) Croix de chevalier (en bas) |
| Chapelains conventuels ad honorem |                                                                           |                                                                           |                                                                           |                                                                           |                                                                           | Croix de chevalier profès (en haut) Croix de chevalier (en bas) |
| Chevaliers et dames de grâce et de dévotion |                                                                           |                                                                           |                                                                           |                                                                           |                                                                           | Croix de chevalier profès (en haut) Croix de chevalier (en bas) |
| Chapelains magistraux |                                                                           |                                                                           |                                                                           |                                                                           |                                                                           | Croix de chevalier profès (en haut) Croix de chevalier (en bas) |
| Diacres magistraux |                                                                           |                                                                           |                                                                           |                                                                           |                                                                           | Croix de chevalier profès (en haut) Croix de chevalier (en bas) |
| Chevaliers et dames de grâce magistrale |                                                                           |                                                                           |                                                                           |                                                                           |                                                                           |                                                                 |
| Donats et donates de dévotion (personnes admises dans l'ordre en raison des services qu'ils lui ont rendus) |                                                                           |                                                                           |                                                                           |                                                                           |                                                                           |                                                                 |

Les membres de l'ordre souverain de Malte possèdent deux tenues : un habit de chœur et un costume militaire.